# أولاد مسعود
 أولاد مسعود (بالإنجليزية: OULAD MASSAOUD)‏ هي جماعة قروية تابعة لإقليم قلعة السراغنة ضمن جهة مراكش تانسيفت الحوز بالمغرب. بلغ مجموع عدد سكان  أولاد مسعود حسب إحصاءات 2004 حوالي 4773 نسمة يعيشون في 749 أسرة.

## إحصاء عام
| السنة | عدد السكان | عدد الأسر | عدد الأجانب |
| ----- | ---------- | --------- | ----------- |
| 1994  | 4715       | 688       | °°°°        |
| 2004  | 4773       | 749       | 0           |